# Флашкарта (обучение)
Флашкартата е картонено листче, което се използва в помощ на обучението. Този метод е описан от немския учен Себастиан Лайтнър през 1970 година, но е използван и преди него.
Флаш картите се използват при ученето на нови думи, термини, факти. От едната страна на картончето е написан въпрос, а от другата е неговият отговор. Картите се сортират по групи в зависимост от това дали проверяваният е познал отговора на въпроса или не.
Работи се лесно: опитвате се да откриете решението на въпроса, написан на флашкартата. Ако успеете, изпращате картата към следващата група; ако не успеете, я връщате към първата, за да му отговорите отново по-късно. Очевидно преимущество на този метод е, че човек се насочва към флашкарти с въпроси, които го затрудняват.
В крайна сметка се намалява времето за учене, самото обучение става по-забавно.